# Ugglums distrikt
Ugglums distrikt är ett distrikt i Falköpings kommun och Västra Götalands län.
Distriktet ligger nordväst om Falköping.

## Tidigare administrativ tillhörighet
Distriktet inrättades 2016 och utgörs av socknen Ugglum i Falköpings kommun.
Området motsvarar den omfattning Ugglums församling hade vid årsskiftet 1999/2000.